# Van Neck (Amsterdam)

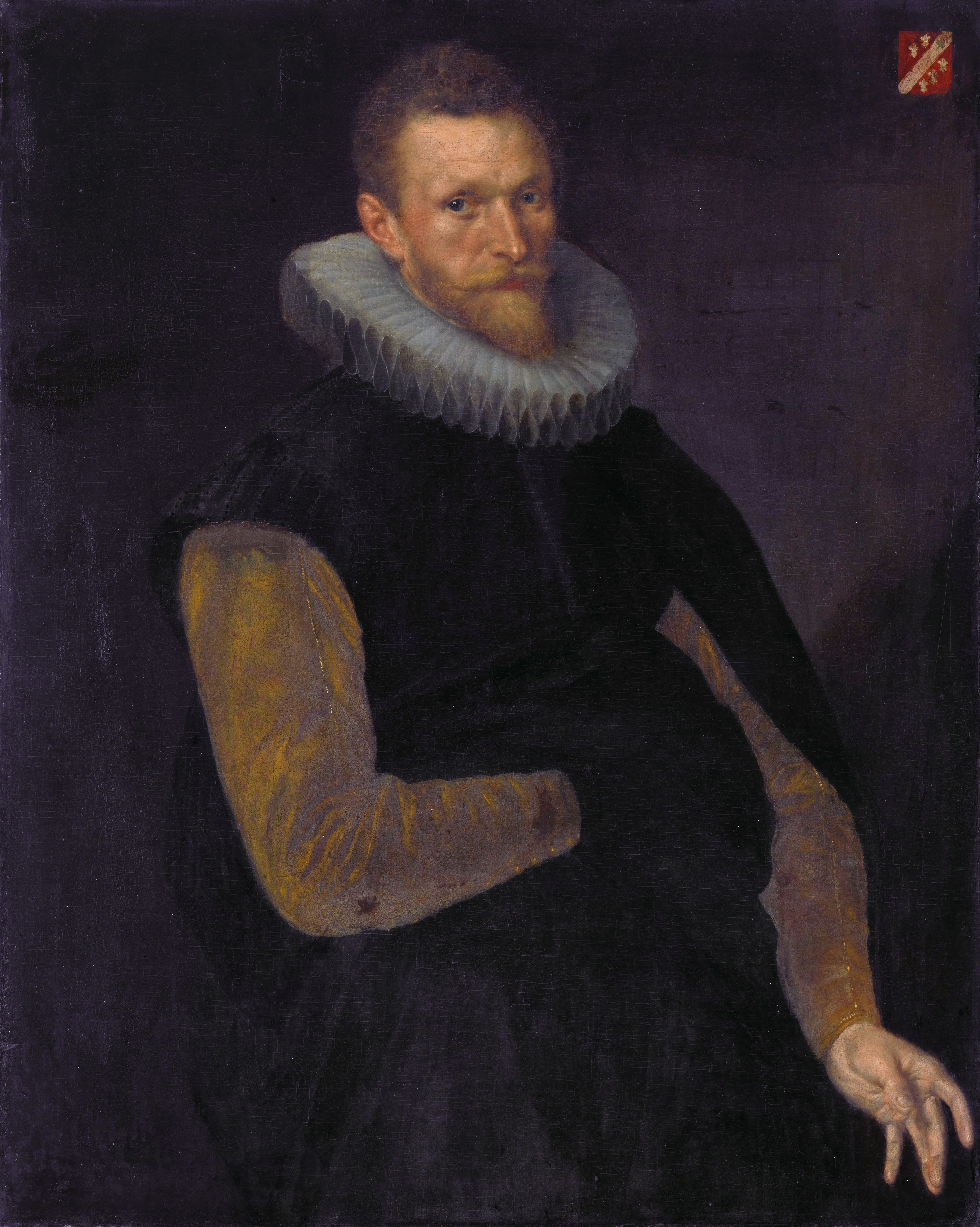
Jacob Cornelisz van Neck (door Cornelis Ketel)

Van Neck was een Nederlands regentengeslacht uit Amsterdam waarvan uit wordt gegaan dat haar oorsprong in de buurtschap Neck bij Purmerend ligt. De eerste vermelding is van een notabele koopman genaamd Pieter Claesz. van Neck. Hij droeg de bijnaam "In den Keyser" in de periode dat hij verschillende hoge bestuursambten bekleedde. Hij woonde "opt Water" (aan het Damrak) en overleed aldaar in 1477. In 1573 duikt de Amsterdamse koopman en "prominente gereformeerde" Reynier Symonsz. van Neck op, toen hij door Willem van Oranje uit zijn ballingplaats teruggeroepen werd om de opstand te steunen. Hij zou in 1581 tot burgemeester van Amsterdam verkozen worden en daarmee deel uit maken van een nieuwe generatie magistraten bestaande uit voormalige ballingen.
De beroemde Jacob Cornelisz (Banjaert) van Neck heeft de achternaam van zijn moeder Weyn Pietersdr van Neck, een telg van dit Amsterdamse geslacht, aangenomen.

## Enkele telgen
- Pieter Claesz. van Neck, schepen (1452) en burgemeester (1454) van Amsterdam.
- Symon Laurens Koppens van Neck, schepen (1519) en raad (1521) van Amsterdam.
- Lourens Symonsz. van Neck, schepen (1553) van Amsterdam.
- Reynier Symonsz. van Neck, burgemeester (1581) van Amsterdam, lid vroedschap aldaar.[5]

## Wapen
"Gedeeld: I in zilver een aanziende rode hertekop, waarvan de rechterhoorn omgeven is door een gouden kroon. II in blauw een gouden luit". Er zijn verschillende varianten op dit wapen bekend.